# Waimanalo
Waimanalo (graphie hawaïenne : Waimānalo) est une localité du comté d'Honolulu, sur la côte sud-est de l’île de Oahu, à Hawaï, aux États-Unis. Sa population s’élevait à 5 451 habitants lors du recensement de 2010.

## Démographie
| 2000  | 2010  | 2020  | - | - | - |
| ----- | ----- | ----- | - | - | - |
| 5 190 | 5 451 | 4 823 | - | - | - |

## Transports
Waimanalo possède un aéroport (code AITA : BLW).

## Source
- (en) Cet article est partiellement ou en totalité issu de l’article de Wikipédia en anglais intitulé « Waimānalo, Hawaii » (voir la liste des auteurs).